# A Paródia
A paródia : folha independente feita para toda a gente publicou-se em Lisboa em janeiro de 1923 sob a direção de João Lemos de Nápoles. Destaca-se pela sua existência fugaz mas recheada de informação humorística valiosa, já que se publicou no rescaldo das eleições administrativas de novembro de 1922, sendo seu objetivo primordial  manter viva e coesa a mobilização monárquica. Não é ao acaso que se repete o título da célebre Paródia de Bordallo iniciada em 1900, indo em busca do traço do mestre e de algumas das suas figuras mais emblemáticas,  mas agora numa réplica insistente assinada por “Adão” (pseudónimo de Calvet Magalhães) o que originou queixa e desconforto por parte da família Bordallo Pinheiro. Também se realça a participação de José Simões Coelho, muito embora se leiam por toda a obra assinaturas como “Eva”, “Caim” e outros personagens bíblicos.